# Sao lùn siêu mát

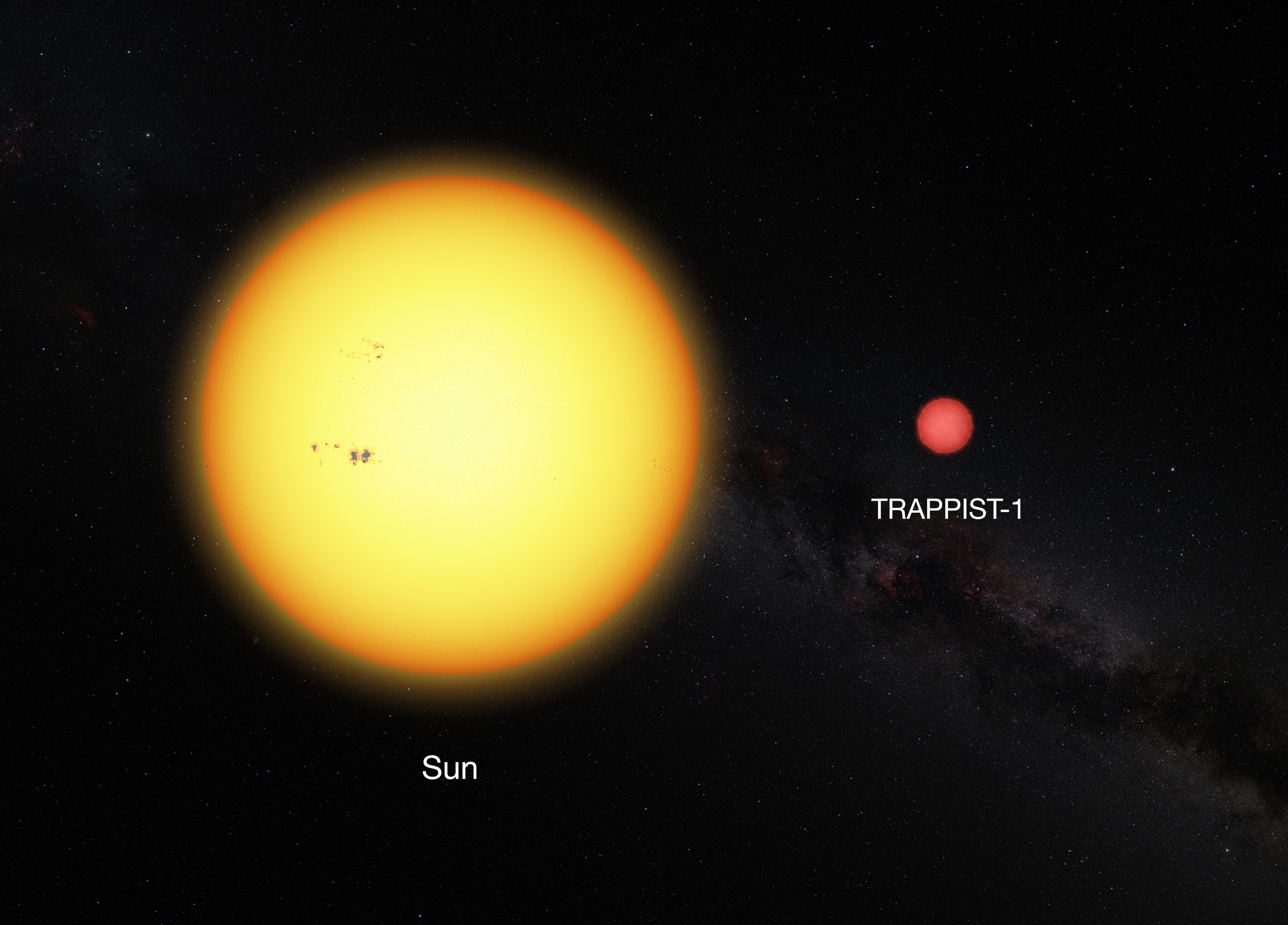
So sánh kích thước của TRAPPIST-1 (một sao lùn siêu mát, màu đỏ bên phải) và Mặt trời (màu vàng).

Một sao lùn siêu mát là một vật thể sao hoặc sao lùn nâu của lớp quang phổ M có nhiệt độ hiệu dụng dưới 2.700 K (2.430 °C; 4.400 °F). TRAPPIST-1 là một ví dụ được biết đến rộng rãi của một ngôi sao lùn siêu mát.

## Tổng quan
Loại sao lùn cực lạnh được giới thiệu vào năm 1997 bởi J. Davy Kirkpatrick, Todd J. Henry và Michael J. Irwin. Ngày nay, nó bao gồm các ngôi sao lùn M có khối lượng rất thấp với các loại quang phổ M7 trở lên, và vượt ra ngoài các ngôi sao mát nhất đến các sao lùn nâu mát như loại quang phổ T6.5. Cùng nhau, chúng đại diện cho khoảng 15% các vật thể thiên văn trong khu vực sao của Mặt trời .
Các mô hình hình thành các hành tinh cho thấy do khối lượng thấp và kích thước nhỏ của các đĩa hành tinh nguyên sinh của chúng, những ngôi sao này có thể chứa một quần thể hành tinh giống Trái đất tương đối phong phú, từ cỡ Sao Thủy đến cỡ Trái đất thay vì siêu lớn. Trái đất và các hành tinh có khối lượng Sao Mộc. Việc phát hiện ra hệ thống TRAPPIST-1 của bảy hành tinh giống Trái đất dường như xác nhận mô hình bồi tụ này.
Do phản ứng tổng hợp hydro chậm hơn so với các loại sao có khối lượng thấp khác, tuổi thọ của chúng được ước tính là hàng trăm tỷ năm với mức sống nhỏ nhất hàng nghìn tỷ năm. Khi tuổi của vũ trụ chỉ là 13,8 tỷ năm, tất cả các ngôi sao lùn lạnh lùng đều tương đối trẻ. Các mô hình dự đoán rằng vào cuối đời, những ngôi sao nhỏ nhất trong số những ngôi sao này sẽ trở thành sao lùn xanh thay vì mở rộng thành sao khổng lồ đỏ.

## Tính hấp dẫn
Sau khi phát hiện các vụ nổ phát xạ vô tuyến từ sao lùn siêu âm M9 LP 944-20 vào năm 2001, một số nhà vật lý thiên văn đã bắt đầu quan sát các chương trình tại Đài quan sát Arecibo và Mảng rất lớn để tìm kiếm thêm các vật thể phát ra sóng vô tuyến. Cho đến nay, hàng trăm sao lùn siêu mát đã được quan sát bằng các kính thiên văn vô tuyến này và hơn một chục sao lùn siêu mát phát xạ như vậy đã được tìm thấy. Những khảo sát này chỉ ra rằng khoảng 5-10% các sao lùn siêu mát phát ra sóng vô tuyến. Trong số đáng chú ý hơn, 2MASS J10475385 + 2124234, với nhiệt độ 800-900 K, là sao lùn nâu phát ra sóng vô tuyến tuyệt vời nhất được biết đến. Nó là một sao lùn nâu T6.5 giữ được từ trường với cường độ lớn hơn 1,7 kG, khiến nó mạnh hơn 3000 lần so với từ trường của Trái đất.